# Etobema binominata
Etobema binominata är en fjärilsart som beskrevs av Felix Bryk 1935. Etobema binominata ingår i släktet Etobema och familjen tofsspinnare. Inga underarter finns listade i Catalogue of Life.